# Rafael Junchaya Gómez
Rafael Junchaya Gómez (nacido en Lima el 7 de diciembre de 1939) es un médico y compositor clásico peruano.
Estudió composición en el taller de Enrique Iturriaga en el Conservatorio Nacional de Música. También estudió medicina en la Universidad Nacional Mayor de San Marcos de Lima, siendo un reconocido psiquiatra discípulo de Carlos Alberto Seguín y psicoterapeuta, a lo cual se dedica desde fines de la década de 1970'(es analista transaccional), pionero de la introducción del Análisis Transaccional en el Perú, fundó COPERAT en 1985 en donde desarrolla cursos de formación y talleres de crecimiento personal hasta la actualidad, siendo presidente de la Asociación Latinoamericana de Análisis Transaccional ALAT Archivado el 5 de diciembre de 2014 en Wayback Machine. entre 2005 y 2007. Es padre de Rafael Leonardo Junchaya, también compositor.

## Obras
- Cuatro movimientos breves para flauta y oboe (1964).
- Preludio para flauta (1964). (Ver enlace debajo)
- Tríptico, tres poemas quechuas para coro (1965). Premio de la Universidad Nacional Mayor de San Marcos (UNMSM) de Fomento a la Creación Musical.
- Música para una farsa para orquesta (1966). Premio de la Universidad Nacional Mayor de San Marcos (UNMSM) de Fomento a la Creación Musical.
- Madrigal para tenor y orquesta de cámara (1968).
- Ollantaycha suite para orquesta (1975).
- Himno del Colegio Médico del Perú (1990)
- Sinfonía n.° 1 para orquesta de cámara (1991).
- Ternura, cinco canciones de cuna sobre poemas de Gabriela Mistral, para soprano y piano (1992).
- Partita para violonchelo solo (1992).
- Sinfonía n.° 2 (1997).
- Concierto para piano (2007)
- Diversa música incidental para obras de teatro.

## Actividad Psicoterapéutica
- COPERAT en Facebook